# Jan Lebeda

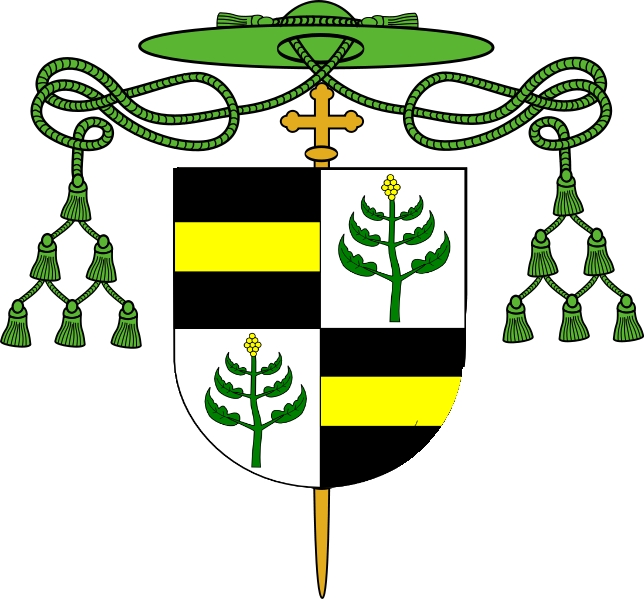
Wappen von Weihbischof Jan Lebeda

Jan Lebeda (* 23. April 1913 in Prag; † 5. November 1991 ebenda) war ein katholischer Geistlicher der Tschechoslowakei sowie Weihbischof in Prag.

## Leben
Lebeda wurde 1937 zum Priester der Erzdiözese Prag geweiht. Er war zunächst Kaplan in Kolín. Danach war er Spiritual des Prager Priesterseminars (1943–1951). Von diesem Posten wurde er von den Kommunisten entfernt und als Verwalter in Řevničov (okres Rakovník) eingesetzt (1952). In diesem unfreiwilligen und schweren Exil schrieb er eine Reihe literarischer Werke, die später als Drucke erschienen. Von 1958 bis 1968 arbeitete er in Kladno–Rozdělov. 1968 wurde er als residierender Kanoniker des Kollegiatkapitels St. Cosmas und Damian in Stará Boleslav. 1980 wurde er Kanoniker des Metropolitankapitels St. Veit zu Prag, ab 1987 dessen Propst. 1986 wurde er Generalvikar der Erzdiözese Prag. Er war ferner Prälat des „Lazarus-Ordens“.
Zu Zeiten des kommunistischen Regimes war er auch Chefredakteur der Zeitschrift „Katolické noviny“ und einer der Mitarbeiter von Kardinal Tomášek. Dennoch gilt er nicht als Dissident, mit dem kommunistischen Regime kollaborierte er jedoch auch nicht.

### Bischofsweihe
Angesichts des zunehmenden Alters von František Kardinal Tomášek (1899–1992) gelang es der katholischen Kirche im kommunistischen Regime, Lebeda zum Weihbischof in Prag zu machen. Die Bischofsernennung 1988 (Antonín Liška, Jan Lebeda, Ján Sokol) war die erste nach vielen Jahren, die zwischen Staat und Kirche ausgehandelt werden konnte. Dies galt als Kompromiss zwischen dem, was die Kirche benötigte und dem, was das kommunistische Regime zulassen konnte.
Am 19. Mai 1988 wurde der 75-Jährige zum Titularbischof von Novi und zum Weihbischof in Prag ernannt, bereits am 11. Juni 1988 erfolgte die Bischofsweihe durch František Kardinal Tomašek. Mitkonsekratoren waren der damalige Apostolische Nuntius in Polen, Erzbischof Francesco Colasuonno und Weihbischof Kajetán Matoušek.
Er war an der Bischofsweihe von Josef Koukl (August 1989), František Lobkowicz und František Radkovský (April 1990) beteiligt.
Lebeda starb 1991 im 79. Lebensjahr. Er liegt auf dem Friedhof Aldašín (okres Kolín) begraben.

## Literarisches Werk
Lebeda war philosophisch fundiert und widmete sich der Kunst- und Literaturgeschichte.
Er publizierte eine Reihe populärwissenschaftlicher Artikel, vor allem in der Zeitschrift Lidové demokracie. Mit dem Komponisten Josef Bohuslav Foerster († 1951) verband ihn eine tiefe Freundschaft bis zu dessen Totenbett.
Lebeda war Schriftsteller und Bewunderer des Werkes des Prager Weihbischofs Anton Podlaha (1865–1932). 1935 ordnete er die Erinnerungen der Freunde und Verehrer Podlahas unter dem Titel Sváteční člověk („Feiertags-Mensch“), 1965 veröffentlichte Lebeda den Lebenslauf Anton Podlahas unter gleichem Titel.
Er war auch Dichter (z. B. Rozdělov, Setkání a loučení, Kladno – Stará Boleslav). Er war Autor einer Reihe von Drucken (Sammlung „Květen“), bei deren Herausgabe er besonders mit Alois Chvála zusammenarbeitete und mit dem Drucker Josef Cipra aus Kladno. Die Drucke beinhalteten auch Grafiken von Jaroslav Vodrážka und auch Arnošt Hrabal.